# Mosteiro (Vieira do Minho)

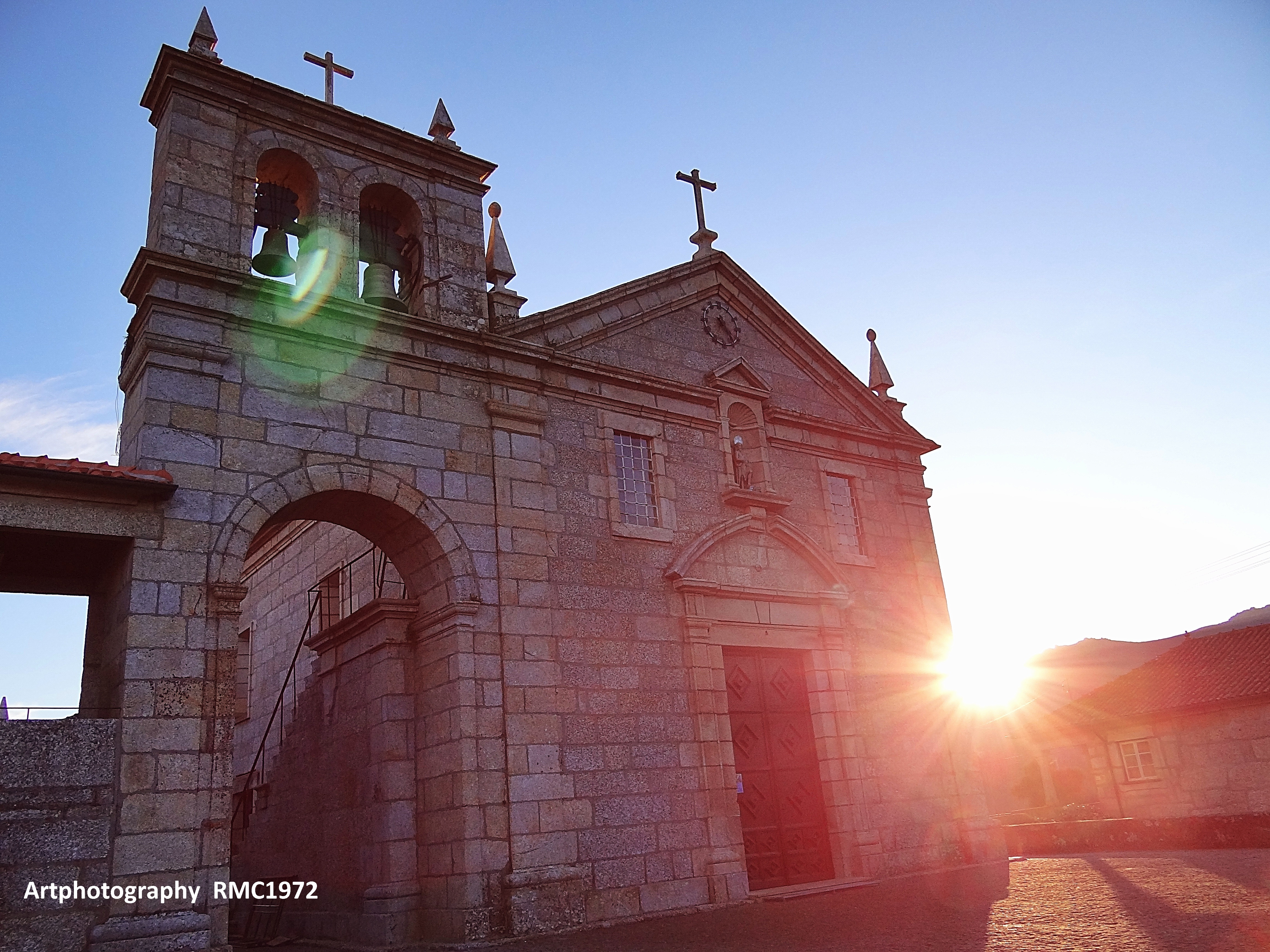
Die Kirche São João Baptista in Mosteiro

Mosteiro ist ein Ort und eine ehemalige Gemeinde (Freguesia) im Norden Portugals.
Mosteiro gehört zum Kreis Vieira do Minho im Distrikt Braga. Die Gemeinde hatte eine Fläche von 11 km² und 773 Einwohner (Stand 30. Juni 2011).

## Geschichte
Am 29. September 2013 wurden die Gemeinden Mosteiró und Vilar zur neuen Gemeinde União das Freguesias de Vilar e Mosteiró zusammengeschlossen.